# Xã Strong, Quận Stutsman, Bắc Dakota
Xã Strong (tiếng Anh: Strong Township) là một xã thuộc quận Stutsman, tiểu bang Bắc Dakota, Hoa Kỳ. Năm 2010, dân số của xã này là 19 người.